# 克凯尼·罗兰
克凯尼·罗兰（匈牙利語：Kökény Roland，1975年10月24日—），匈牙利男子皮划艇运动员。他曾代表匈牙利参加2000年、2004年和2012年夏季奥林匹克运动会皮划艇比赛，获得一枚金牌。